# 塔拉帕卡大区
塔拉帕卡大区（西班牙語：I Región de Tarapacá）是智利北端的一个大区，也称I区（I Región），它北邻阿里卡和帕里纳科塔大区、东接玻利维亚拉巴斯省和奥鲁罗省、南接智利安托法加斯塔大区、西临太平洋，首府伊基克。
塔拉帕卡大区原属于秘鲁，后根据《安孔条约》于1883年被划归智利。